# SSID

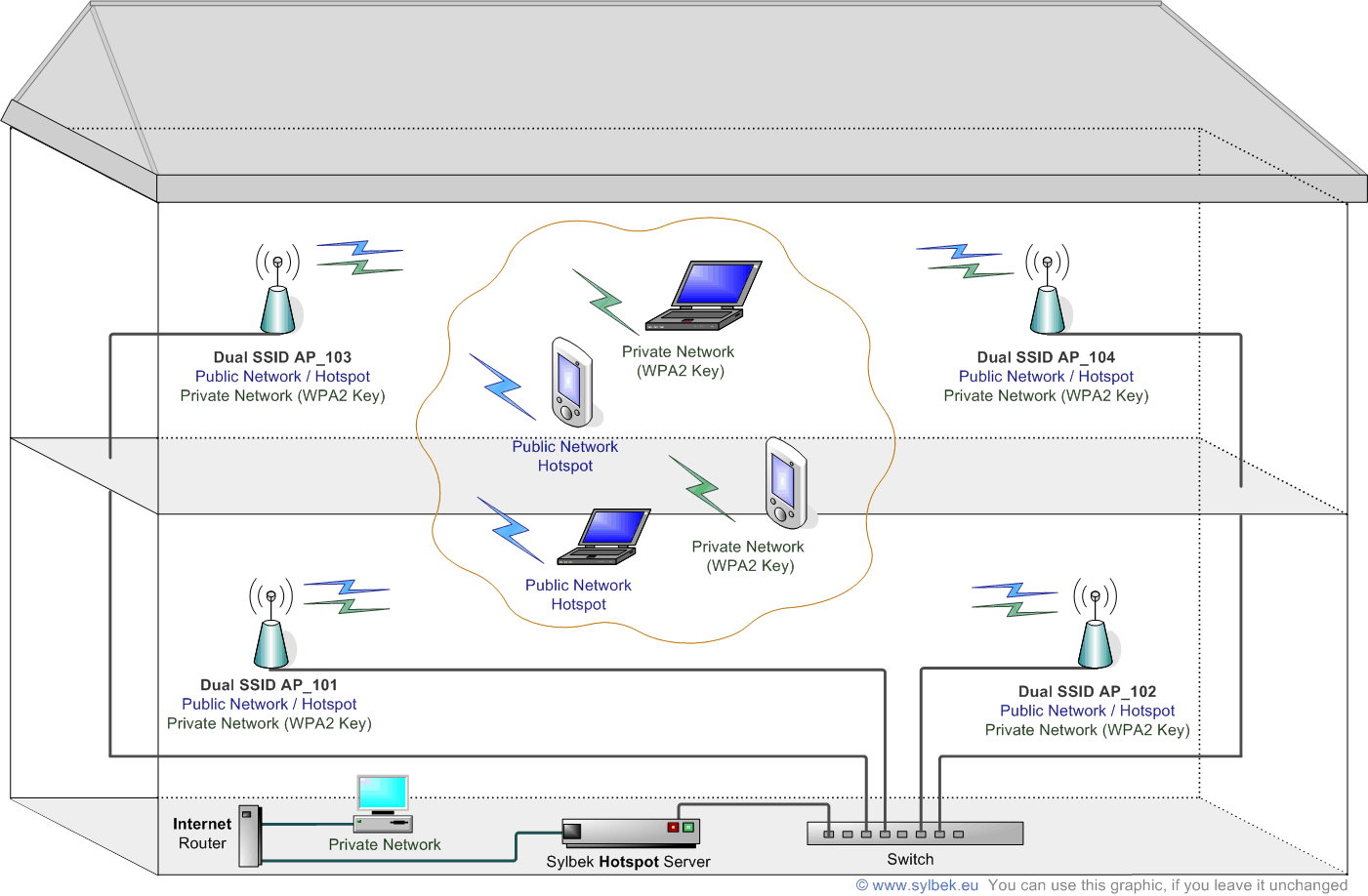
Fig.1 Instal·lació Wi-Fi amb el punt d'accés i les estacions base

L'SSID (Service Set IDentifier) és un nom inclòs en tots els paquets d'una xarxa sense fils (Wi-Fi) per identificar-los com a part de la mateixa. El codi consisteix en un màxim de 32 caràcters que la majoria de cops són alfanumèrics (tot i que l'estàndard no ho especifica, així que pot consistir en qualsevol caràcter). Tots els dispositius sense fils que intenten comunicar-se entre si, han de compartir el mateix SSID.

## Propietats
- Existeixen algunes variants principals del SSID. Les xarxes ad-hoc, que consisteixen en màquines client sense un punt d'accés, utilitzen el BSSID (Basic Service Set IDentifier); mentre que a les xarxes d'infraestructura que incorporen un punt d'accés, es fa servir l'ESSID (Extended Service Set IDentifier). Ens podem referir a cada un d'aquests tipus com SSID en termes generals. Sovint el SSID se'l coneix per nom de la xarxa.[3]

- Un dels mètodes més bàsics de protegir una xarxa sense fils és desactivar la difusió (broadcast) del SSID, ja que per l'usuari mitjà, no apareixerà com una xarxa en ús. En canvi, no deuria ser l'únic mètode de defensa para protegir una xarxa sense fils. S'han d'utilitzar també altres sistemes de xifrat i autentificació.